# Brass (juego de mesa)
Brass es un juego de mesa ambientado en Lancashire, Inglaterra, durante la Revolución Industrial. Fue desarrollado por el diseñador de juegos británico Martin Wallace.El nombre proviene de una expresión típica de Lancashire: «where there’s muck there’s brass», que significa «donde hay suciedad, está el dinero». El objetivo del juego es conseguir la mayor cantidad de puntos de victoria posibles construyendo minas, fábricas de algodón, puertos, canales y conexiones ferroviarias, y estableciendo rutas comerciales. El juego se divide en dos periodos históricos: el periodo de los canales y el periodo del ferrocarril. Los puntos de victoria se obtienen al final de cada uno.
Brass admite de tres a cuatro jugadores, con una duración estimada de una a dos horas. El rango de edad recomendado es de 14 años en adelante. A Brass le siguió Age of Industry, que es una versión simplificada (sin canales) y más accesible (mínimo 2 jugadores en lugar de 3).
El juego se publicó en 2007 por Warfrog (ahora Treefrog) Games, la editorial del propio Wallace. Posteriormente, fue publicado por Pegasus Spiele como Kohle - Mit Volldampf zum Reichtum (Carbón: A toda máquina hacia la riqueza), con ilustraciones adicionales de Eckhard Freytag, y bajo su nombre original por más de una docena de editores de diferentes países.
En 2017, la editorial canadiense Roxley Games lanzó una campaña de Kickstarter para reeditar el juego bajo el nuevo nombre Brass: Lancashire, con nuevas ilustraciones y componentes, así como reglas ligeramente modificadas. Existe una edición en español de este juego a cargo de Maldito Games. Simultáneamente, se presentó el sucesor, Brass: Birmingham, que incorporó a Gavan Brown y Matt Tolman al equipo de diseño e incluyó nuevas mecánicas, manteniendo el mismo conjunto de reglas básicas. La campaña logró recaudar 1,7 millones de dólares canadienses y ambos juegos llegaron a las tiendas en 2018.

## Premios y nominaciones
En febrero de 2023, Brass: Birmingham alcanzó el primer puesto como el juego de mesa mejor calificado en el sitio web de referencia BoardGameGeek  y en 2025 Brass: Lancashire accedió a su salón de la fama como uno de los veinticinco primeros juegos seleccionados para su creación.
Además Brass han obtenido numerosos premios y nominaciones, entre los que se encuentran:
- 2007 Ganador Jogo do Ano
- 2007 Ganador del Meeples' Choice Award
- 2008 Nominado al Golden Geek en la categoría de mejor juego de mesa para jugadores expertos
- 2008 Nominado al International Gamers Awards en la categoría de mejor juego de estrategia general multijugador
- 2008 Nominado al premioTric Trac

Brass: Birmingham
- 2018: Ganador del Golden Geek al  mejor juego de mesa de estrategia
- 2018: Gnador del premio Board Game Quest Awards en la categoría de mejor producción
- 2018: Ganaador del Meeples’ Choice Award